# Silja Line
Silja Line er et finsk rederi der opererer cruisefærgeruter imellem Sverige, Finland og Åland. I dag drives selskabet af det estiske rederi AS Tallink Grup. Det tidligere selskab Silja Oy hedder i dag Tallink Silja Oy – og er et datterselskab af Tallink Grupp. Tallink Silja Oy håndtering markedsføring og salg for Tallink og Silja Line mærker i Finland samt forvaltningen af Silja skibe og medarbejdere. Et andet datterselskab, Tallink Silja AB, håndterer marketing og salg i Sverige. Strategisk virksomhedsledelse udføres af Tallink Grupp som også ejer skibene i både Tallink og Silja Line.
Fra 2009 kører Silja Line fire skibe op to ruter der transporterer omkring tre millioner passagerer og 200.000 biler hvert år. Silja Lines skibe har en markedsandel på omkring 50 procent på de to ruter, der betjenes under deres ejerskab.

## Historie

### 1904–1957
Historien om Silja Line kan spores tilbage til 1904, hvor to finske rederier, Finland Dampskibsselskabs (Finska Ångfartygs Aktiebolaget, FAA for kort) og Dampskibsselskabs Bore begyndte at samarbejde om Finland-Sverige trafikken. Den oprindelige samarbejdsaftale blev opsagt i 1909, men genetableret i 1910. Efter første verdenskrig i 1918 blev en ny aftale indgået som også inkluderede det svenske Rederi AB Svea. Oprindelige samarbejdsaftale dukker i første omgang kun trafikken mellem Turku og Stockholm, men blev brug senere på trafikken imellem de to hovedstader Helsinki og Stockholm i 1928. Senere som en forløber for Silja Line besluttede man at hvert af de tre selskaber skulle bestille et næsten identiske skib for Helsinki-Stockholm trafikken samtidig med Sommer-OL 1952, der blev afholdt i Helsinki. I sidste ende var det kun Finland SS Co ' s skib SS Aallotar som var klar til OL i 1952. Det var også på denne tid at byen Helsinki byggede Olympia Terminal i Helsinki's syd havn. Denne bliver stadig brugt af Silja Line i deres nuværende trafik program.

### 1957–1970
Da man hurtigt kom til erkendelsen af, at bil-passagerfærger ville være den dominerende trafik form i fremtiden besluttede de tre samarbejdende selskaber at danne et datterselskab, Oy Siljavarustamo / Siljarederiet Ab. Det nye selskab startede ud med at bruge brugte skibe, som ikke var særlig godt -udstyret til deres formål, men det ændrede sig hurtigt da man i 1961 fik leveret nye skibe først MS Skandia som var den første specialbyggede bil og passagerfærge i den nordlige Østersø. MS Skandia søsterskib MS NORDIA fulgte næste år, og den tids gigant MS Fennia i 1966. Senere kom to yderligere skibe baseret på MS Skandia design, MS Botnia og MS Floria som blev leveret i henholdsvis 1967 og 1970.
På trods af etableringen af Silja, FAA, Bore og Svea fortsatte de enkelte rederier stadig med at operere på de samme ruter med deres egne skibe. Dette førte til en noget kompleks situation, hvor fire forskellige selskaber blev markedsført som en nyhed. I Finland gik dette under navnet Ruotsinlaivat ("Sveriges Skibe" eller "Skibe til Sverige") mens man i Sverige foretrak udtrykket Samseglande (ca. "dem, der sejler sammen"), Finlandsbåten ("Finland's skibe") eller Sverigebåten (Sverige skibe). I begge lande var navnene på alle fire selskaber var som regel ved siden af gruppen identitet.

### 1970–1980
I 1967 have tre af Silja tidligere værste rivaler slået sig sammen til Viking Line, som senere blev til Silja Lines vigtigste rival i de næste to årtier. FAA, Bore og Svea indså hurtigt, at en lignende ordning vil være preferrable i forhold til deres dengang fragmenterede billede, og i 1970 gennemførte man en stor forandring indenfor organisation og Silja Line blev etableret som en fælles markedsføring og koordinering af selskabet mellem FAA, Bore og Svea. Alle Silja Line's skibe blev derefter malet i samme farver, med et hvid skrog og overbygning med den mørke blå "Silja Line" tekst på siden, sammen med det nu berømte sæl hoved logo. Hver rederi bevarede dog deres egen kanal farver, så det var let at skelne hvilken skibet tilhørte hvilket selskab selv fra en afstand.
Allerede før omorganiseringen af Silja Line have man bestilt to nye skibe fra Dubegion-Normandie SA, Nantes i Frankrig så man fremover kunne køre en året rundt trafik imellem Helsinki til Stockholm (indtil det tidspunkt kørte trafikken kun om sommeren). I 1972 blev skibene leveret til FAA og Svea som MS Aallotar og MS Svea Regina. Antallet af passagerer på Helsinki rute voksede hurtigt og allerede i 1973 blev det besluttet, at de tre selskaber hver skulle bestille et skib med identisk design fra samme værft til at erstatte de nuværende Helsinki-Stockholm skibe. De første to af disse blev leveret i 1975 (MS Svea Corona og MS Wellamo). Den sidste søsterskib var, MS Bore Star som blev leveret i december samme år. Der var imidlertid ikke nok passagerer i løbet af vinteren for alle tre skibe, og som følge heraf blev MS Bore Star chartret til Finnlines om vinteren i årene 1975-1976 og 1976-1977. I 1976 ændrede Finland SS Co sit navn til Effoa (den finske fonetiske stavning af FAA). I den sidste del af 1970'erne blev Effoa gamle færger MS Ilmatar og MS Regina gjort til krydstogterskibe som skulle sejle rundt i Østersøen, i de norske fjorde og Atlanterhavet (fra Málaga) under det markedsførte navn Silja Cruises.. Senere sammenlægges Effoa til Effjohn en ny rederi.

### 1980–1986
I 1979 besluttede Svea og Effoa igen at bestille nye skibe til Helsinki-Stockholm ruten, hvilket ville være den største færge for denne tid. Bore besluttede imidlertid ikke at deltage i opbygningen af nye skibe, og i 1980 valgte at helt at bakke ud af passagertrafik (Bore Line eksisterer dog stadig som et godstransport rederi i dag). Deres to skibe blev solgt til Effoa og deres andel af Silja Line blev delt mellem de to andre selskaber. I Finland, og senere i Sverige, begyndte en færge strejke i foråret 1980 som stoppede stoppede færgetrafik helt. Dette tvang bl.a. Effoa til at opgive deres Silja Cruises ruter.
Trods disse vanskeligheder, have Silja Lines to rigtige cruisefærger MS Finlandia og MS Silvia Regina 1981 en stigning på 45 % i antallet af passagerer. Senere samme år købte Johnson Line rederiet AB Svea, og de tidligere Svea skibe blev malet i Johnson Line's blå og gule farver. De gode erfaringer fra de nye Helsinki skibe gjorde at Effoa og Johnson Line bestilte to skibe bygget på et lignende princip til deres Turku-Stockholm rute. Disse skibe blev leveret i 1985 og 1986 som MS Svea og MS Wellamo.

### 1987–1992
1987 var et meget begivenhedsrigt år for Silja Lines. Effoa have købt den berømte skib GTS Finnjet det foregående år og fra begyndelsen af 1987 blev det prestigefyldte, men urentable "Queen of the Baltic Sea" sluttet til Silja Line's flåde. Senere samme år købte Effoa og Johnson Line i fællesskab rederiet Ab Sally, en af ejerne af deres rivaliserende Viking Line. De andre Viking Line partnere tvang de nye ejere til at sælge deres andel i Viking Line, men Effoa og Johnson Line fik stadig Vaasanlaivat / Vasabåtarna, Sally Cruises, Sally Ferries UK og Commodore Cruise Line. Selv om køb af Sally ingen effekt have på Silja Lines trafik for den tid viste det sig at være vigtigt senere. Endelig 1987 blev det igen tid for at købe nye skibe til Silja Lines voksende flåde. De nye skibe skulle bruges på Helsinki – Stockholm ruten. De nye skibe ville også være de hidtil største færger der nogensinde var blevet bygget på den tid. De to skibe blev kaldt MS Silja Serenade og MS Silja Symphony. Det blev heller ikke afsløret på det tidspunkt at de to nye skibe ville have en 140-meter promenade-gade i midten af skivet hvilket aldrig før var set udover på skibe ejet af Royal Caribbean International og Color Lines nyere skibe).
I slutningen af 1989 gik værftet Wärtsilä Marine som byggede de fleste af Silja Lines nye cruisefærger konkurs, hvilket førte til, at skibe ikke bliver leveret efter planen. For at sikre leveringen af deres færger købte Effoa og Johnson Line en del af det nye Masa-Yards firma for at fortsætte skibsbygning i Wärtsilä's tidligere skibsværfter.
Et resultat af dette betød at sælen hoved logo blev flyttet op på skorstens af de forskellige skibene og derved erstattede de gamle farver fra de enkelte rederier, som ejede de forskellige skibe under Silja Line. I november samme år begyndte MS Silja Serenade på sin jomfru rejse fra Helsinki til Stockholm, cirka syv måneder efter det oprindelige plan. MS Silja Symphony blev leveret det følgende år. På trods af det meget populære og sportslige vellykkede design for skibene betyde det også at skibene blev en del dyre end først forventet og sammen med depression i begyndelsen af 90's betyde tvang det EffJohn til at skære ned i omkostningerne, hvilket resulterede i Wasa Line og Sally Cruises bliver lagt ind i Silja Line i 1992. Man lavede også modernisering dette år på skibene Silja Karneval og Silja Festival.

### 1993–2006
Året 1993 begyndte med et brag. I januar blev det rapporteret, at Silja Line havde chartret MS Europa, et skib under bygning for Rederi AB Slite, en af ejerne af Viking Line. På grund af økonomiske problemer kunne Slite ikke betale for deres nye skib, og værftet besluttede derfor at chartre det til Silja i stedet. Senere samme begyndte Silja Line et samarbejde med Euroway på deres Malmö-Travemünde-Lübeck rute. Ruten viste sig dog ikke at være særlig profitable som forventet og blev afsluttet i foråret 1994. MS Sally Albatros blev i længe tid i havnen i Helsinki i foråret 1994 pga. diverse store skader og problemer med skibet hvilket i sidste ende gjorde at Silja Line opgave sin trafik med hende.
September 1994 skete det største forlis i fredstid på Østersøen da Estline færgen MS Estonia sank. Silja Europa, Silja Symphony og Finnjet bistod i redningsaktionen efter overlevende efter katastrofen. Silja Festival have faktisk anløbet haven i Tallinn ved siden af MS Estonia dagen før forliset, men hun var i Helsinki, da Estonia sank og kom derfor ikke til hjælp. Forliset af MS Estonia førte til antallet af passagerer faldt, hvilket ikke hjælp Silja Line i deres daværende situation. Rederiet var nu det største i Østersøen, da de i 1993 overhalte deres værste rival Viking Line, men gik det stadig ikke godt økonomisk for Sijla Line. I 1995 ændrede Effjohn deres navn til Silja Oy Ab. Tre år senere blev navnet ændret igen, denne gang til Neptun Maritime.
I 1999 var der to store ændringer for Silja Line og deres trafik på Østersøen. Tax-free salget endte på ruterne mellem EU-landene, hvilket tvang Silja Line færgerne på Helsinki-Stockholm ruten til at anløbe Mariehamn på Ålandsøerne. Selv om Ålandsøerne er tiltrådt EU sammen med resten af Finland i 1994 giver deres autonome selvstyre status dem stadig lov til at sidde udenfor for EU's skattepolitik union og dermed forsætte deres Tax-free salg. En anden større ændring var da Sea Containers købe de fleste af Neptun Maritime aktier. I 2000 købte de nye ejere en Super SeaCat (katamaran færge) til Helsinki-Tallinn trafik og Neptun Maritime skiftet igen navn til Silja Oyj Abp. Samme år afsluttede man ruten Umeå–Vaasa da denne rute ikke gav nok profit.
I 2004 ejede Sea Containers Silja Line helt. Selskabet klarede sig godt økonomisk, og alt syntes at gå godt. Desværre for Sea Containers var ikke alle deres operationer og projekter lige så indbringende som forventet og i slutningen af 2005 meddelte Sea Containers at de ønskede at opgive deres færge operationer helt, hvilket naturligt betød et salg af Silja Line. For at være klar til et fremtidigt salg satte man de to skibe GTS Finnjet og MS Silja Opera ud af drift og overførte dem under Sea Co's ejerskab. Silja Serenade og Symfoni blev også ombygget i begyndelsen af 2006 for at gøre dem mere attraktive for potentielle købere.

### 2006-nu
I Maj 2006 blev Silja Line solgt til det estiske rederi Tallink. Trafikken med katamaranerne SuperSeaCats mellem Helsinki og Tallinn var ikke inkluderet i handelen idet sådan en inddragelse i handlen ville betyde at Tallink fik en urimelig dominerende stilling på markedet på ruten, hvilket ville have resulteret i konkurrencestyrelserne i både Finland og Estland ikke ville kunne godkende salget. Et resultat af dette betyde at Sea Containers (som knap et år tidligere have meddelt at de ønskede at opgive hele deres færgeoperationer) fortsatte med at driver Superseacat under et selvstændigt mærke. I slutningen af 2006 blev lands organisationen for Tallink og Silja Line omorganiseret i Finland, så Tallink Finland og Superfast Finland blev slået sammen til Oyj Silja Abp, som nu tog sig af alle finske operationer for Tallink og Silja. Kort efter blev Oyj Silja Abp omdøbt til Tallink Silja Oy. Tilsvarende blev organisationen i Sverige omdøbt til Tallink Silja AB.
Efter rekvisition af Silja udtalte Tallink at den agtede at holde Silja Line adskilt fra Tallink. De meste af Silja Line markedsføring i Finland og Sverige har siden overtagelsen blevet gjort under den kombinerede Tallink Silja navn.
I juli 2008 erstattede Tallinks skib MS Galaxy Silja Festival på Turku-Mariehamn-Stockholm-ruten. MS Galaxy sejler under svensk flag , og teksten Silja Line er malet på hendes skrog. Tallinks logo blev dog bevaret sammen med et meget kunstnerisk design på siderne hvilket ellers afviger fra andre af Silja skibe, som forblev uændret efter salget af Silja Line til Tallink. Silja Festival blev igen flyttet til Tallink's tidligere rute imellem Stockholm og Riga samt blev hendes skrog malet m med Tallink farver og teksten Tallink på hendes sider. Silja Festival beholdte dog sit registrerede navn selv efter overdragelsen.
I oktober 2009 gik den tidligere administrerende direktør for Silja Line (Tallink Silja Oy) Keijo Mehtonen pension og Margus Schults blev udnævnt til ny administrerende direktør for Silja Line (Tallink Silja Oy).

## Overfarter

### LinienHelsinki—Mariehamn—Stockholm
- MS Silja Serenade
- MS Silja Symphony

### LinienTurku—Mariehamn/Långnäs—Stockholm
- MS Silja Europa
- MS Galaxy